# Павловния Форчуна
Павловния Форчуна (лат. Paulównia fortunei) — вид растений рода Павловния (Paulownia) семейства Павловниевые (Paulowniaceae).

## Описание
Листопадное дерево высотой до 30 м, крона коническая; ствол до 2 м в окружности, прямой, кора серо-коричневая. Молодые побеги, соцветия и плоды имеют желтовато-коричневое опушение.
Черешок листа около 12 см длиной; листовая пластинка узкая яйцевидно-сердцевидная, иногда просто яйцевидно-сердцевидная, длиной до 20 см. Нижняя сторона листа в молодом возрасте плотно опушённая, позднее слабо опушённая или даже голая, верхняя сторона голая.
Соцветие — полуцилиндрическая узкая и длинная метёлка, длиной около 25 см. Цветоножка голая. Чашечка обратноконическая, 2—2,5 см; венчик белый, фиолетовый или светло-фиолетовый, трубчато-воронковидной формы, длиной 8-12 см.
Плод — продолговатая или продолговато-эллиптическая коробочка, 6—10 см, околоплодник деревянистый с толщиной стенок 3—6 мм. Семена — крылатки, диаметром 6—10 мм включая крыло..

## Распространение и экология
В природе растёт на горных склонах, в лесах, горных долинах, на пустошах до 2000 м над уровнем моря.
Произрастает и культивируется в провинциях Китая: Аньхой, Гуандун, Гуанси, Гуйчжоу, Сычуань, Фуцзянь, Хубэй, Хунань, Цзянси, Чжэцзян и Юньнань, а также на Тайване, в Лаосе и Вьетнаме.
Павловния форчуна в последннее время была интродуцирована в провинциях: Хэбэй, Хэнань, Шаньдун и Шэньси.